# Roger Bernadina
Rogearvin Argelo "Roger" Bernadina (ur. 12 czerwca 1984) – pochodzący z Curaçao baseballista, występujący na pozycji zapolowego w Lamigo Monkeys.

## Przebieg kariery
W 2001 podpisał kontrakt jako wolny agent z Montreal Expos i początkowo występował w klubach farmerskich tego zespołu, a po przeniesieniu siedziby z Montrealu do Waszyngtonu, grał w  klubach farmerskich Nationals, między innymi w Columbus Clippers, reprezentującym Triple-A. W 2007 wystąpił wraz z reprezentacją Holandii na mistrzostwach Europy rozgrywanych w Hiszpanii, na których zdobył złoty medal. 
W Major League Baseball zadebiutował 29 czerwca 2008 w meczu przeciwko Baltimore Orioles, rozgrywanego w ramach interleague play, w którym zaliczył pierwsze w karierze uderzenie i zdobył runa. 12 maja 2010 w meczu przeciwko New York Mets zdobył pierwszego i drugiego w karierze home runa. W styczniu 2013 został powołany do 28-osobowego składu reprezentacji Holandii na turniej World Baseball Classic.
W sierpniu 2013 podpisał kontrakt jako wolny agent z Philadelphia Phillies. 31 stycznia 2014 podpisał niegwarantowany kontrakt z Cincinnati Reds. 29 marca 2014 został włączony do 40-osobowego składu na mecze MLB.
W lipcu 2014 podpisał niegwarantowany kontrakt z Los Angeles Dodgers, w grudniu 2014 z Colorado Rockies, zaś w lutym 2016 z New York Mets.
W grudniu 2016 został zawodnikiem koreańskiego zespołu KIA Tigers.